# Litsea maluensis
Litsea maluensis är en lagerväxtart som beskrevs av Teschn.. Litsea maluensis ingår i släktet Litsea och familjen lagerväxter. Inga underarter finns listade i Catalogue of Life.